# 生剥鬼节

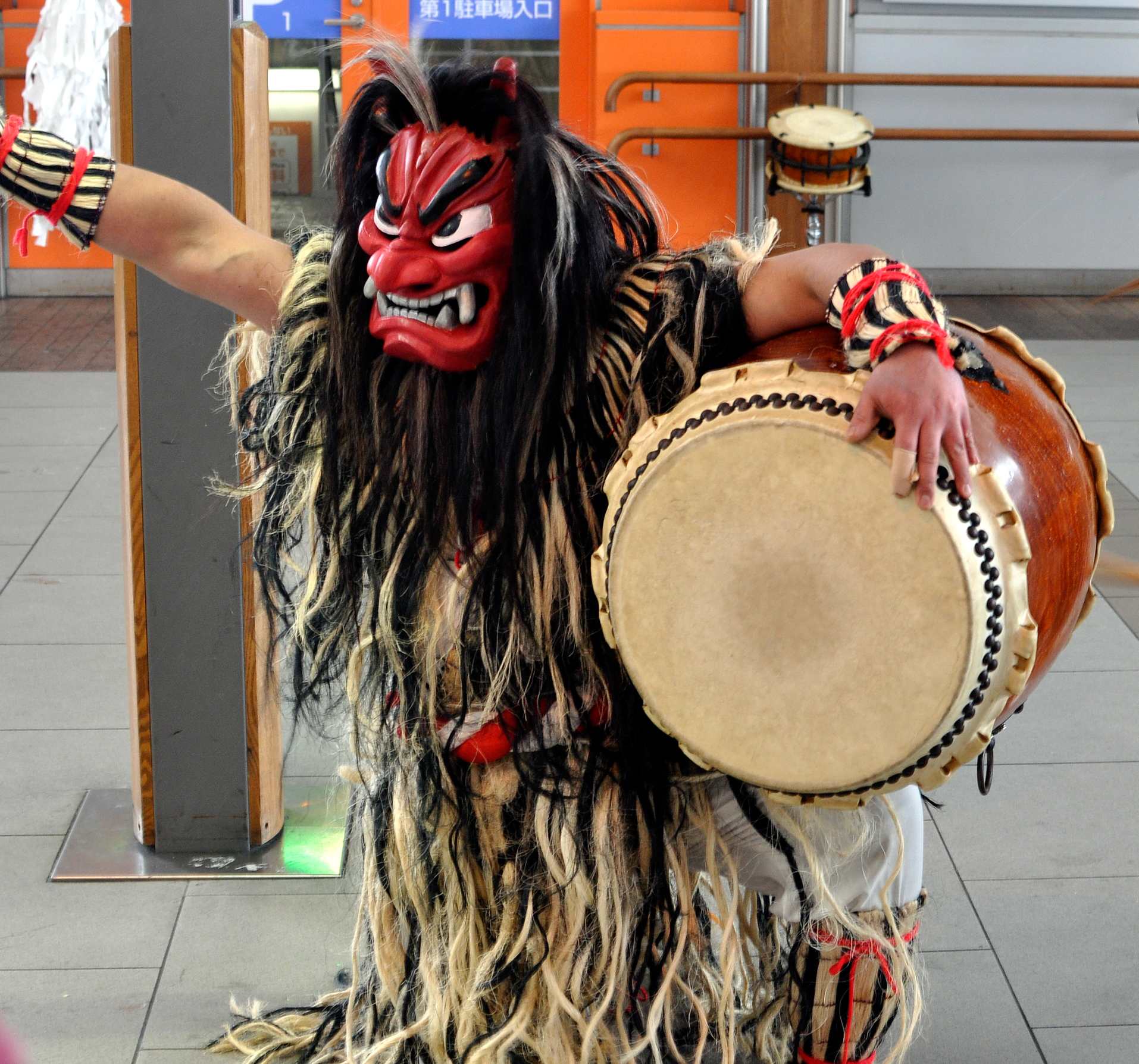
生剥鬼扮演者

生剥鬼节或生剥节（日语： Namahage），除夕日在日本秋田县的男鹿市以及三種町、潟上市的部分地区家家户户都举行的传统民俗活动。這一活動最初是在元宵節进行的。
男鹿生剥鬼节被指定为是日本的重要無形民俗文化財。2018年被聯合國教科文組織列為非物質文化遺產。

## 概要
相傳生剥鬼是一种类似恶魔的生物，它挨家挨户地索要酒食，并吓唬屋中的居民。一词源于当地方言“ Namomi” ，意为红疹，而“ Hageru”意为剥除。红疹意味着着懒惰，这是因为把腿放在温暖的被炉里，终日闲坐皮肤就会出现红疹，而生剥的目的就是要把变红的皮肤剥去，以惩罚懒人。
生剥的目标是小孩，它的形象有点像圣诞老人，不同的是它们不会奖励好孩子，而是要惩罚坏孩子——或者说，是任何一个它们遇到的孩子。

## 风習内容
在除夕夜晚（大年三十），村里的年轻人戴着生剥鬼面具，身穿蓑衣和草裙，手持木刀和木桶，扮成生剥鬼的模样，2、3人一组，一边大声吼叫和跳舞，一边走街串巷，造访各家各户。通常吼叫的内容都是威胁性的语句，诸如“愛哭的小孩在哪裡？”，“有没有不听父母话的小孩？”，“有没有好吃懒做的媳妇？”等等。而户主则身着正装，郑重迎接，向生剥鬼解释这一年来家中的日常坏事，一边拿出好酒和年糕款待。生剥鬼答应保佑这家人在新的一年里身体健康、丰衣足食之后，起身去往别家。
一般来说，在来访的生剥鬼当中，戴红面具的是男鬼，戴蓝面具的是女鬼。

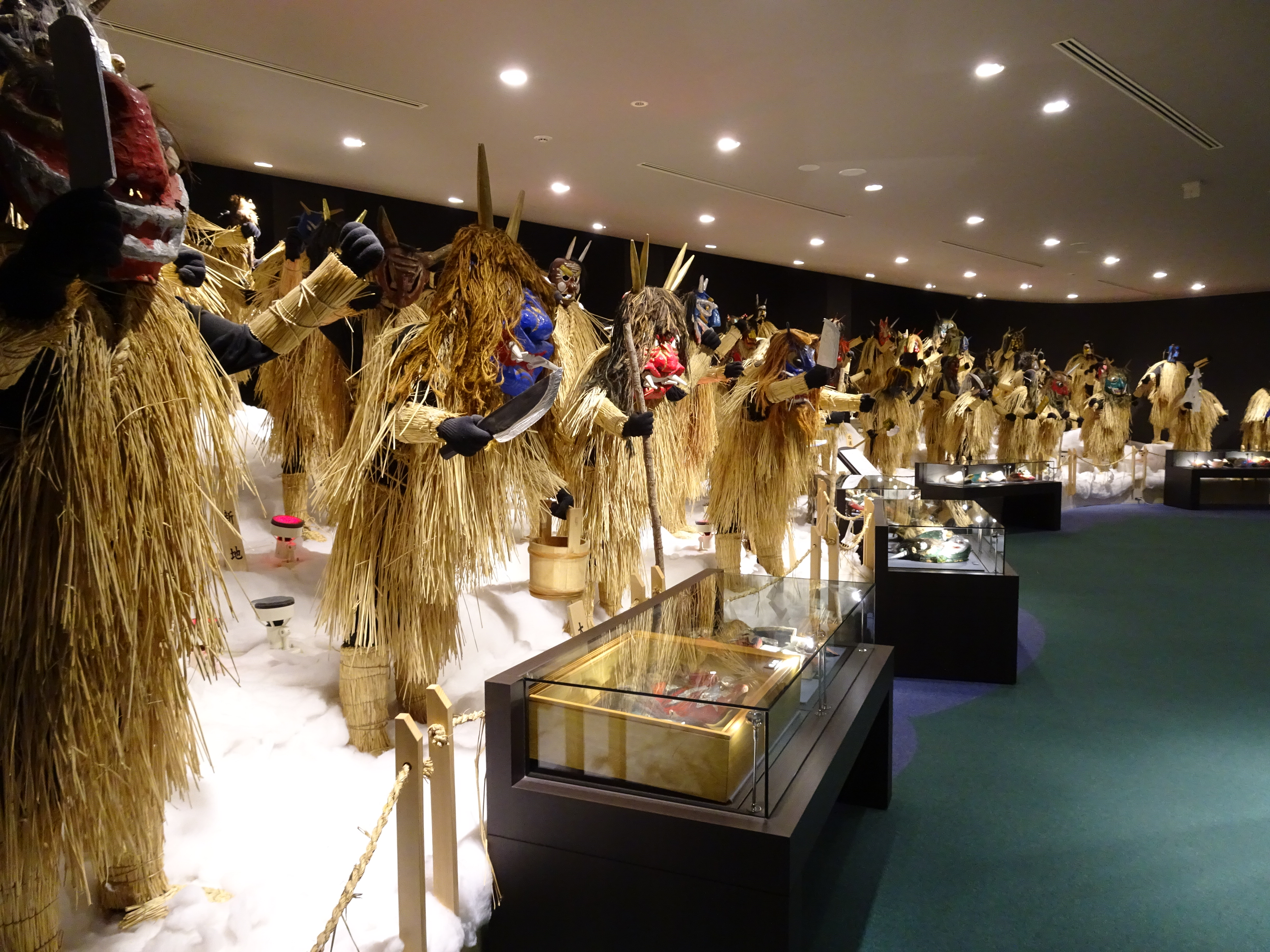
每个农村的生剥鬼各不相同。生剥鬼馆（秋田县男鹿市）
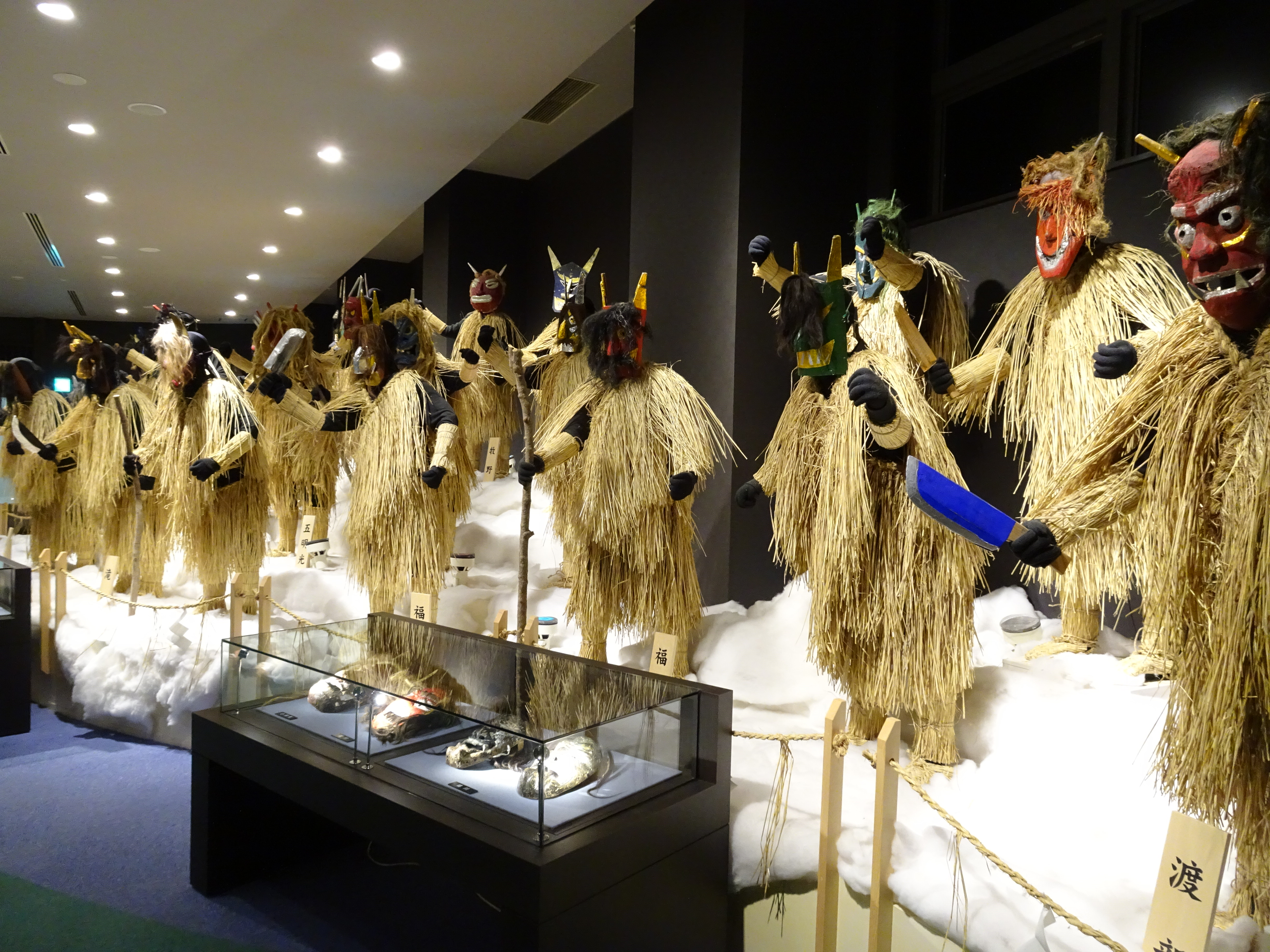
生剥鬼馆（秋田县男鹿市）

## 脚注
1. ↑  水木しげる. . 東京堂出版. 1984: 136. ISBN 978-4-490-10179-9.
2. ↑  野添憲治・野口達二. . 日本の伝説. 角川書店. 1976: 23-24. 已忽略未知参数|ncid= (帮助)
3. ↑  .   [2015-02-19]. （原始内容存档于2021-02-22）.
4. ↑  なまはげに関する基礎知識 的存檔，存档日期2014-08-24.
5. ↑  「美と畏怖の追求～ナマハゲ面彫刻～」秋田の物産総合情報サイトNEMARE内 的存檔，存档日期2014-08-23.
6. ↑  .   [2015-02-19]. （原始内容存档于2017-03-29）.
7. ↑  大湯卓二・嶋田忠一. . . 岩手出版. 1989. 已忽略未知参数|ncid= (帮助)
8. ↑  小松和彦. . 角川書店. 2012: 150–152. ISBN 978-4-04-408303-8.

## 相关
中元节
万圣节